# Robert Lindet
Jean-Baptiste Robert Lindet (Bernay (Eure), 2 maggio 1746 – Parigi, 16 febbraio 1825) è stato un politico e avvocato francese.

## Biografia
Nato in una famiglia di mercanti (suo padre era un commerciante di legname), Lindet divenne avvocato e procuratore della cittadina di Bernay nel 1776, città rivale d'Évreux. All'inizio della rivoluzione, venne eletto sindaco di Bernay nel 1790. L'anno successivo, venne eletto all'Assemblea legislativa come deputato dell'Eure, mentre il fratello Thomas venne eletto all'Assemblea nazionale costituente nel febbraio 1791 e rappresentante del popolo nella legislatura nel settembre 1791. Membro del Club dei Giacobini, sedette sugli spalti dei Montagnardi. Fu eletto deputato alla Convenzione Nazionale nel 1792 ed in questo periodo contribuì all'emanazione dei crimini attribuiti a Luigi XVI di Francia, favorendo la sua condanna a morte.
Venne poi nominato relatore del disegno di legge sull'istituzione del Tribunale Rivoluzionario (10 marzo 1793). L'11 giugno, venne nominato dalla Convenzione come rappresentante del popolo in Eure e Calvados; si oppose vivamente ai deputati Girondini, in quel periodo in forte aumento in Normandia. Nominato membro del Comitato di salute pubblica, il 6 aprile 1793, si preoccupò molto per le finanze ed in seguito si dedicò ampiamente alla politica agricola, ai trasporti e al commercio. La sera del 30 marzo 1794, rifiutò di firmare l'arresto deciso dal suo comitato e da quello di sicurezza generale nei confronti di Georges Jacques Danton. Dei membri del Comitato di salute pubblica, la sua firma è l'unica che manca nel mandato. In quell'occasione, avrebbe inoltre affermato: « Sono qui per nutrire i cittadini, non per uccidere i patrioti ».
Nel 1794, Lindet contrasse una malattia apparentemente incurabile; venne curato dal sacerdote refrattario Gilbert Soury. Non partecipò quindi alla seduta del 9 termidoro.
Il suo sostegno sulla commissione venne bruscamente fermato il 20 settembre 1794, annunciando la fine dell'economia secondo i criteri stabiliti dal governo rivoluzionario. Venne arrestato il 31 maggio 1795 e venne incarcerato al Collège des Quatre-Nations. Scarcerato il 30 luglio, Lindet venne eletto al Consiglio dei Cinquecento.
Venne nuovamente richiamato nel luglio 1799, ricoprendo il ruolo di ministro delle Finanze. Infine, lasciò la politica dopo il colpo di stato del 18 brumaio. Esiliato nel 1816 come "regicida", riuscì comunque a restare in Francia e rimase Parigi fino alla morte. Oggi riposa nel cimitero di Bernay.